# Клэр Редфилд
Клэр Редфилд (яп. クレア・レッドフィールド Курэа Рэддофи:рудо, англ. Claire Redfield) — персонаж франшизы Resident Evil, созданной компанией Capcom. Клэр — младшая сестра Криса Редфилда, американского офицера полиции и одного из главных протагонистов серий игр и фильмов. Является одним из главных героев игр Resident Evil 2 (1998) и её ремейка (2019), Resident Evil Code: Veronica (2000), Resident Evil: The Darkside Chronicles (2009) и Resident Evil: Revelations 2 (2015), где она выступает в роли гражданского, пережившего вирусную вспышку.
Она также появилась в различных других медиа, в том числе в нескольких дополнительных видеоиграх, в анимационной CGI-ленте «Обитель зла: Вырождение», а также в трёх художественных фильмах франшизы — «Обитель зла 3», «Обитель зла: Жизнь после смерти» и «Обитель зла: Последняя глава». Во всех кинокартинах роль исполнила американская актриса Эли Лартер. Персонаж был хорошо принят критиками и стала одним из самых популярных персонажей Resident Evil.

## Концепция и дизайн
Клэр Редфилд была первоначально известна как «Эльза Уокер», которая исполняла главную женскую роль в оригинальной версии Resident Evil 2 (в 1997-м, после года работы, эта версия игры была пересмотрена разработчиками и ныне широко известна как Resident Evil 1.5). В выпущенной версии игры Эльза Уокер, студентка колледжа и мотогонщица, была преобразована в сестру Криса Редфилда, Клэр.
Её внешность и история остались практически без изменений, но теперь она имела объяснение своим навыкам использования огнестрельного и других видов оружия. Теперь её причиной прибытия в Раккун-сити стал поиск Криса, а не попытки завербовать в университете Раккун-сити любителей для создания гоночной команды. Для сравнения, Клэр имеет тот же возраст и группу крови, что и Эльза, однако цвет её волос изменился на тёмно-рыжий (Эльза была блондинкой).
Внешние атрибуты тоже стали более соответствующими её брату: куртка с логотипом «Сделано на небесах» (англ. Made in Heaven) и ножны для табельного ножа «S.T.A.R.S.», подаренные Крисом. Изменения были сделаны для связи Resident Evil 2 с оригинальной игрой.
Персонажа Клэр не существует в ранних проектах фильма «Вымирание», так как после своего дебюта в фильме «Апокалипсис» должна была вернуться Джилл Валентайн. Позже создатели Пол У. С. Андерсон и Джереми Болт решили создать отдельный персонаж игры, который появляется рядом с главной героиней предыдущих фильмов Элис, заявив: «Мы подумали, что вместо того, чтобы возвратить Джилл обратно, стоит поставить её с другой героиней игры».
Клэр была озвучена Элиссон Корт в играх и в анимационной ленте Degeneration (на японский язык персонажа озвучила актриса Юко Каида), где моделью выступила Лори Ром. В игре Resident Evil 2 её сыграла Эдриенн Франц, а в художественных фильмах роль Клэр исполняла Эли Лартер (для японской версии роль дублировала Хироэ Ока).
Внешность Клэр Редфилд в ремейке Resident Evil 2 2019 года подарила канадская модель Джордан Макэвен.

## Появления

### ВResident Evil
Впервые Клэр появилась в Resident Evil 2 (1998) как один из двух протагонистов, вместе с Леоном Кеннеди. Согласно сюжету, она ищет своего пропавшего брата Криса, офицера специального полицейского подразделения Раккун-сити, называемого «S.T.A.R.S.». Прибыв в город, переполненный зомби, она вскоре встречается с полицейским-новобранцем Леоном, но затем их пути разделяются. В остальном игра фокусируется на попытке Клэр сбежать из города живой. Она осуществляет радиосвязь с Леоном и объединяется с девочкой по имени Шерри в борьбе против различных существ, наводнивших городской Департамент полиции, в том числе мутировавшего Уильяма Биркина. Герои, в конечном итоге, уничтожают после трёх попыток Биркина. Клэр убегает из города через подземный исследовательский комплекс Umbrella, вместе с Леоном и Шерри. Как показано в эпилоге Resident Evil 3: Nemesis, Клэр продолжила свои поиски Криса, а Леон и Шерри были спасены американскими военными.
Сеттинг игры Resident Evil Code: Veronica (2000) разворачивается через три месяца после событий Resident Evil 2. Клэр, всё ещё ищущая своего брата, является игровым персонажем большую часть игры. После неудачного проникновения в парижский филиал Umbrella, Клэр оказывается в тюрьме на острове Рокфорт, принадлежащей корпорации. Она убегает и объединяется с другими заключённым Стивом Бернсайдом после другой вирусной вспышки, вызванной конкурентом корпорации Umbrella. Во время побега она выясняет местонахождение своего брата и посылает сообщение Леону, сказав ему, что ей нужна помощь от Криса. Пара сбегает с острова, только чтобы оказаться в другой секретной лаборатории Umbrella, на этот раз в Антарктике, прежде чем они будут взяты в плен Алексией Эшфорд. Вторая половина игры переключается на Криса и рассказывает о его попытке спасти сестру из плена Umbrella. Он находит путь в антарктическую лабораторию и спасает Клэр перед финальной битвой с Алексией. Они убегают с объекта, используя военно-транспортный самолёт, на котором Крис прилетел. Во время окончания игры они обещают положить конец корпорации.
Клэр является игровым персонажем в игре Resident Evil: The Darkside Chronicles (2009), пересказывающей события Resident Evil 2 и Code: Veronica, а также появляется в неканонических спин-оффах Resident Evil: The Mercenaries 3D (2011) и Operation Raccoon City (2012). Клэр также является одним из двух игровых персонажей в Resident Evil: Zombie Busters, стартовавшей как браузерная игра (в линейке Capcom Party) и в 2011 году переделанная для мобильных телефонов.
В 2015 году вышла Resident Evil: Revelations 2, в котором Клэр является главным действующим персонажем.

### В других играх
Клэр является разблокируемым персонажем в Trick’N Snowboarder (1999). Хотя Клэр не появляется в Ultimate Marvel vs. Capcom 3 (2011), один из костюмов персонажа Кримзон Вайпер был вдохновлён её внешним видом из Resident Evil 2.

### В других медиа
Клэр играет главную роль в анимационном CG-фильме «Обитель зла: Вырождение» (2008) вместе с Леоном Кеннеди. Действие фильма разворачивается спустя семь лет после событий Resident Evil 2. В фильме Клэр теперь член TerraSave, неправительственной организации, которая занимается поиском и спасением при химических и биологических атаках. Она была спасена Леоном от биотеррористического акта в аэропорту Харвардвилль. Клэр, Леон, а также офицер полиции Анжела Миллер выживают во вспышке вируса на научно-исследовательском комплексе корпорации WilPharma, разоблачая и арестовывая в конце фильма исследователя Фредерика Даунинга.

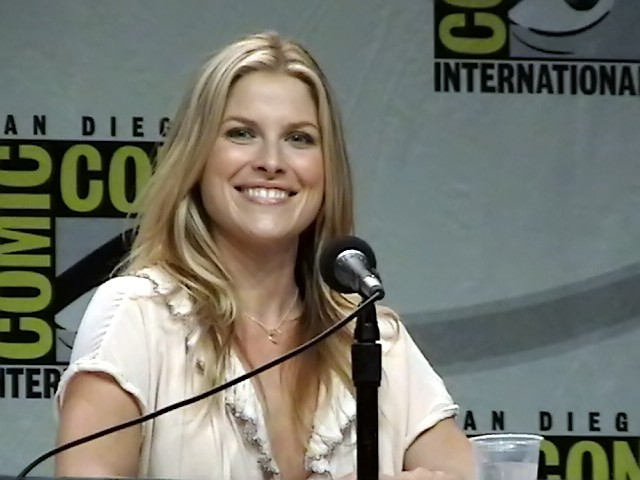
Эли Лартер на Comic-Con 2007. В 2011 году журнал Complex оценил её образ Клэр, поставив пятнадцатой в списке «самых горячих женщин в кино из видеоигр», со сходством 56 %

В фильме «Обитель зла 3» (2007) Клэр является лидером колонны выживших, отправляющихся на Аляску в поисках убежища (конец ленты). Клэр из художественных фильмов не имеет никакого отношения к видеоиграм — персонаж из игр и её внешний вид были полностью изменены.
В кинокартине «Обитель зла 4: Жизнь после смерти» (2010) Клэр попадает в засаду Umbrella и манипулируется с помощью устройства, которое управляет ей и стирает память, прежде чем её спасает Элис и она воссоединяется со своим братом Крисом. Вместе всей тройке удается победить и убить Вескера при помощи выжившей Kей-Март, которая была близким другом Элис и Клэр. В конце они видят готовящуюся атаку Umbrella, во главе с Джилл Валентайн, контролируемой манипулирующим устройством. Согласно заявлению Али Лартер в интервью, на этот раз она была одета в одежду, которую Клэр носит в «видеоигре». Персонаж Клэр не вернулся в фильме «Обитель зла: Возмездие», где её отсутствие объяснено тем, что персонажа пленила Umbrella.
Клэр представлена в еженедельном маньхуа под названием Shēnghuа Wēijī 2 (англ. Biological Crisis 2), выходившем в период с 1998 года по 1999 год. В 1999 году была выпущена романтическая комедия Иlнng Gǔbǎo II (англ. Demon Castle II), пересказывающая историю Resident Evil 2. В центре сюжета — Леон, Клер и Ада.
Она также является героем в книгах Resident Evil: City of the Dead (новеллизация Resident Evil 2), Resident Evil: Underworld (оригинальный рассказ) и Resident Evil Code Veronica (новеллизация одноимённой игры и последняя книга в серии), а также в серии комиксов Resident Evil от Capcom (1998) и Resident Evil: Code Veronica от WildStorm (2002).
Персонаж показывали по японскому ТВ в роликах Джорджа Ромеро, в рамках рекламы Resident Evil 2, а также в ролике для продвижения Resident Evil 5 (несмотря на её отсутствие в самой игре).
В фильме «Обитель зла: Последняя глава» (2016) Клэр снова занимает одну из ключевых ролей. Она является лидером отряда сопротивления и помогает Элис в борьбе против компании Амбрелла. Али Лартер снова вернулась к роли.

### В товарах
Несколько экшен-фигурок Клэр было выпущено различными производителями: одна была представлена в 1998 году компанией Toy Biz, по две выпустили Moby Dick Toys и Palisades Toys, ещё одна была представлена Volks в 2001 году. Также Dragon представил миниатюрную экшен-фигурку Клэр в линейке Resident Evil, а Vanilla Chop выпустила свою фигурку в масштабе 1:6.

## Отзывы и критика
Персонаж Клэр Редфилд был очень хорошо принят критиками за внешность и умение выживать. Eurogamer выдвигал её на «Gaming Globes 2000» в номинации «Главный женский персонаж». В 2007 году Tom’s Games перечислил персонажа среди 50 лучших женских персонажей в истории видеоигр, отмечая: «суровой красоты, Клэр обладает подходом каскадёра и быстро учится, когда дело доходит до оружия». В 2008 году GameDaily включил её (42-й) в свой список-рейтинг «горячие девушки игр», а UGO Networks в топ-50 «чертовок из видеоигр», тогда как PC Games Hardware перечислило её среди 112 самых важных женских персонажей в играх.
Включив её в 2009 году в список девяти величайших героинь видеоигр всех времён, газета San Francisco Chronicle выбрала Клэр в качестве образца положительной героини видеоигр, отметив, что «Брэнди Честейн может гордиться». В том же году IGN включал её в список персонажей, которых бы они хотели увидеть в Resident Evil 6, заявляя, что у Клэр «уровень будет повыше, чем у этого бесполезного ходячего мешка, именуемого Шевой», и как одного из персонажей, которых они будут набирать в ударный отряд для окончательного уничтожения зомби (вместе с братом Крисом и другими персонажами серии Resident Evil), а GameDaily перечислял её среди «девушек, которые надерут тебе задницу» (вместе с Адой, Джилл и Шевой). Её краткое появление в Trick’N Snowboarder также было оценено GamesRadar в 2010 году пятым местом в списке «лучшее камео персонажа». В своей «битве красавиц» журнал Complex выставлял её против Джилл Валентайн в категории «зомби-убийцы».